# Chase YC-122 Avitruc
O Chase XCG-18A e o YC-122 Avitruc (conhecidos internamente como Chase MS.8) foi um avião de transporte militar projetado pela Chase Aircraft e produzido em números limitados nos Estados Unidos no final da década de 1940, inicialmente como um planador, mas definitivamente motorizado. O projeto foi baseado no planador cargueiro CG-14, sendo aumentado e construído inteiramente de metal. Era um monoplano de asa alta cantilever. A fuselagem era de seção cruzada retangular com uma rampa de carregamento em sua parte traseira. O trem de pouso principal era montado nas laterais da fuselagem e eram fixos, enquanto que o trem do nariz era retrátil. Em sua versão motorizada, dois motores radiais eram instalados em naceles na asa.

## Projeto e desenvolvimento

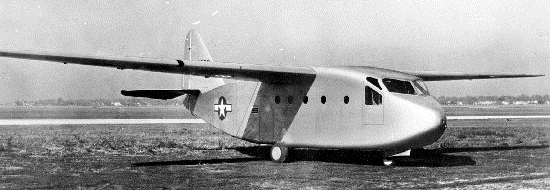
Protótipo do XCG-18A

As experiências da Força Aérea dos Estados Unidos durante a Segunda Guerra Mundial incicaram que um papel para uma aeronave similar no invetário pós-guerra era necessária, mas capaz de carregar uma maior carga e com maior possibilidade de recuperação em relação aos planadores de madeira da época da guerra. O Chase CG-14 foi selecionado como ponto de partida e em Janeiro de 1947, a Força Aérea fez um pedido para uma versão maior e de metal desta aeronave, inicialmente designada XCG-14B, mas redesginada XCG-18A para refletir a natureza "completamente nova" desta aeronave. Quando o protótipo voou em Dezembro do mesmo ano, foi o primeiro planador de transporte de metal do mundo. Uma das maiores melhorias foi o uso de uma seção de asa mais fina, que permitia altas velocidades de reboque e que pequenas aeronaves como o caça P-47 fossem capazes de rebocá-lo.

## Histórico operacional
Em Março de 1948, a Força Aérea dos Estados Unidos fez o pedido de mais quatro aeronaves sobre a nova designação XG-18A e uma quinta aeronave que seria equipada com motores, assim como o YC-122. A força aérea eventualmente perdeu interesse na compra de planadores de assalto, mas continuou o desenvolvimento da variante motorizada, comprando mais dois exemplos para testes como YC-122A e redesignando o segundo destes como YC-122B quando os motores originais da Pratt & Whitney foram substituídos por motores da Wright. Esta aeronave formaria a base para a versão de testes definitiva, o YC-122C.
Nove destas aeronaves foram pedidas e apesar de terem um bom desempenho nos testes (inicialmente na Base Aérea de Sewart, Tennessee e posteriormente na Base Aérea de Ardmore, Oklahoma), a USAF não tinha necessidade de uma pequena aeronave de transporte, levando ao cancelamento do projeto. Apesar da curta vida desta aeronave, foi largamente utilizada na Base Aérea de Ardmore. Em Fevereiro de 1955, no mínimo um piloto, o Capitão Phillip C. Gromley do 16º Esquadrão de Transporte de Tropas, 463º Asa de Transporte de Tropas, atingiu 1.000 horas de voo nesta aeronave. Todas as aeronaves foram substituídas pelo Fairchild C-123 em Julho de 1955. O último YC-122C voou para Tucson (Arizona) em 30 de Agosto de 1955 para armazenamento na Base Aérea de Davis-Monthan. O Capitão Gromely realizou este último voo do YC-122C para Tucson. O restante das aeronaves serviram para outras finalidades até 1957.
Após sua aposentadora, a fuselagem de um dos YC-122 foi utilizada na construção do Hiller X-18.

## Variantes

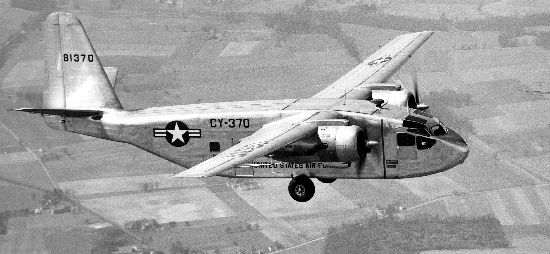
Um YC-122 em voo

Chase MS.8
Designação da companhia para o XCG-14B / XCG-18A
XCG-18A
XCG-14B redesignado
XG-18A
versão de planador revisada (4 construídos)
YC-122
protótipo de versão motorizada, sendo um XG-18A com motores Pratt & Whitney R-2000-11 (um construído)
YC-122A
versão refinada do YC-122 (dois construídos)
YC-122B
YC-122A remotorizado com motores Wright R-1820-101 (um convertido)
YC-122C
versão definitiva para testes (nove construídos)

## Operadores
Estados Unidos
- Força Aérea dos Estados Unidos
  - 16º Esquadrão de Transporte de Tropas
  - 316º Grupo de Transporte de Tropas